# 馮行可
馮行可（1522年—1610年），字道卿、又字見卿，號敕齋，南直隸松江府華亭縣放鶴灘左人，明朝政治人物。

## 生平
馮行可是嘉靖五年進士馮恩之子，嘉靖十二年（1534年）父親下獄論死，十三歲的他前往京師上疏父親冤屈，每天在街上看到轎子就攀輿呼冤，但始終無人敢為其父親申訴；十三年（1535年）他次再次上疏請求代父處死不獲許，到接近冬天斷獄時分就刺臂寫下血書，自縛到宮前再次求代死，明世宗看到後也感到悲傷，父親最終得以減刑，謫戍雷州。
事後馮行可回到家中，嘉靖十九年（1540年）庚子科應天鄉試舉人，授光祿寺署正，改任應天府通判，阻止高淳堤壩崩塌、停鑄局鑄造樣錢、廢除溧水多餘賦稅，各地都有清惠名聲，致仕回鄉後八十九歲才去世，學者稱孝貞先生，與父親一同入祀鄉賢祠。

## 家族
曾祖馮海。祖父馮逵，贈南京監察御史。父馮恩，人稱四鐵御史，歷官大理寺寺丞，進階朝列大夫。嫡母金氏，封孺人；生母馬氏。弟馮達可、馮學可、馮再可、馮輔可、馮繼可，俱監生；馮斆可、馮衍可、馮時可，隆慶五年進士；馮曾可，監生。子馮大受，字咸甫，為萬曆七年舉人，任慶元知縣。

## 引用
1. ↑  《雲間據目抄·卷一》：馮行可，字見卿，號敕齋，即御史公恩長子。
2. 1 2  光緒《重修華亭縣志·卷十四·人物三》：馮恩，字子仁，號南江 宋府志宅第在放鶴灘左  ，海之孫也。幼孤，母吳氏親督教之，嘉靖五年進士……明年（十二年）春，（恩）移刑部獄，帝欲坐以言大臣德政律論死，恩長子行可年十三，伏闕訟冤，日夜匍匐，長安街見冠蓋者過輒攀輿號呼，終無敢言者。……明年行可上書請代父死，不許，及冬事益迫，行可乃刺臂血書疏，自縛闕下，復請代死，帝覽之惻然，下所司詳議，得減戍雷州。……行可字道卿，既脫父死還家中，嘉靖十九年舉人，謁選得光祿寺署正，遷應天府通判，止高淳決堰、革鑄局樣錢、卻溧水耗羨，所至俱清惠有聲，致仕歸，卒年八十有九，學者稱孝貞先生，父子竝祀鄉賢祠。行可子大受，字咸甫，工書法，萬厯七年舉人，官慶元知縣。 參前志、《雲間志畧》、《明史稿》、《松風餘韻》